# Frédéric Castadot
Fred Castadot, né le 20 juin 1981 à Namur (Wallonie) est un auteur, scénariste et réalisateur belge.

## Biographie
Frédéric Castadot naît à Namur le 20 juin 1981. Il est licencié de l’Université libre de Bruxelles en histoire de l’art ainsi qu’en analyse et écriture cinématographiques (ELICIT).  
Auteur de musique, cinéma, télévision, bande dessinée, il est professeur de scénario et professeur d’histoire du cinéma et de l’art vidéo à l’école de photographie et de techniques visuelles Agnès Varda de Bruxelles depuis 2010. Il enseigne aussi l'écriture de scénario à l'Université Libre de Bruxelles (ULB) et à l'INSAS depuis 2017. En 2018, il participe à la création de FIEST — Formation Internationale en Écriture de Séries TV — en partenariat avec France TV, UNINETTUNO de Rome, l’ENSAV de Toulouse, l’INSAS, l’ESAV de Marrakech, l’ALBA de Beyrouth, l’ESAC de Tunis/Gammarth et la COPEAM. 
Son scénario de long métrage intitulé Quand on n'a que l'amour fut sélectionné pour le prix Sopadin Junior du meilleur scénario à Paris en 2006. 
Sa bande dessinée Du vent sous les pieds emporte mes pas (Quadrants), illustrée par Gaëtan Brynaert, se situe dans le genre historique dans les années précédant la Première Guerre mondiale : un enfant découvre un vieil homme qui dessine sur le sable, ce qui déclenche sa vocation artistique. L'album, qui remporte le prix Saint-Michel de l’Avenir (prix du meilleur premier album) en 2012, est censé être le premier volet d'une série mais il reste sans suite. 
En 2015, après avoir écrit plusieurs séries et films, il réalise Plein Soleil, son premier film en tant que réalisateur (sélectionné dans 80 festivals internationaux et lauréat de 25 prix).  Cette année-là, il rejoint pour deux saisons l'équipe d'écriture de la série RTBF Ennemi Public ; lauréate notamment du MIPdrama et diffusée dans toute l’Europe (TF1, Sky Atlantic (en)...), en Australie et aux USA (AMC-SundanceTV). En 2017, il scénarise, entre autres, Fugazi un court métrage de science-fiction réalisé Laurent Michelet retenu en présélection aux Magritte du cinéma,. 
Membre du comité belge de la SACD, il est aussi jusqu’en 2020 président, de l’ASA (Association des Scénaristes de l’Audiovisuel) et membre de la Commission du Film. Il dirige actuellement l'atelier d'écriture de Ghost Society, une série fantastique et d'Alma, une série thriller.

### Vie privée
Frédéric Castadot demeure à Anderlecht, une commune bruxelloise.

## Filmographie

### Courts métrages
- NoStar[17], court métrage, London Film School (Royaume-Uni)/Rémedia (Luxembourg), 2006. Réalisation[18] : Christian Neuman. Scénario : Christian Neuman et Frédéric Castadot.

- Plutôt Crever que Mourir Ici, court métrage, Stromboli Pictures (Belgique)/Cookies Films (Belgique), 2014. Réalisation : Jean-Baptiste Delannoy. Scénario : Fred Castadot. Avec Luis Rego dans le rôle principal[19].
- Plein Soleil[6], court métrage, Free Angels (Belgique), 2015. Scénario et réalisation : Fred Castadot.
- Oups ![20], court métrage, Hélios (Belgique), 2016. Réalisation : Julien Henry. Scénario : Fred Castadot.

- Fugazi[21], court métrage, Cookies Films (Belgique) / Les Films du Cygne (France), 2017. Réalisation : Laurent Michelet. Scénario : Fred Castadot[22].

### Télévision
- Ennemi Public, saison 1 et 2, série 10 × 52 min, Playtime Films/Entre Chien et Loup, RTBF, scénarios de Antoine Bours, Fred Castadot, Matthieu Frances, Gilles de Voghel et Christopher Yates. Réalisation de Matthieu Frances et Gary Seghers.

Récompenses: Coup de cœur au MipDrama Awards - prix de la meilleure série aux prix 2016 de la SACD/SCAM - Mention spéciale aux Prix Europa 2016 à Berlin - nommée aux C21 International Drama Awards de Londres dans la catégorie Meilleure série dramatique non-anglophone.

## Bande dessinée
- Du vent sous les pieds emporte mes pas, one shot, Quadrants 2012. Dessins et couleurs : Gaëtan Brynaert - Scénario : Frédéric Castadot. Prix Saint-Michel de l'Avenir (meilleur premier album).

#### Livres
: document utilisé comme source pour la rédaction de cet article.
- Philippe Mellot, Michel Denni, Laurent Turpin et Isabelle Morzadec, Trésors de la bande dessinée : BDM 2022-2023 - Catalogue encyclopédique et Argus, Paris, Les Arènes, novembre 2022, 23e éd., 1677 p., ill. ; 23 cm (ISBN 9791037507280, OCLC 1351462460, présentation en ligne), p. 423. .

#### Articles
- Frédéric Castadot et Gaëtan Brynaert (interviewés par Laurent Gianati), « Itinéraire d'un enfant doué. Entretien », BD Gest',‎ 6 juin 2012 (lire en ligne).
- Frédéric Castadot (interviewé par David Hainaut), « Rencontre avec Fred Castadot, nouveau Président de l'Association des Scénaristes de l'Audiovisuel (ASA) », Cinergie,‎ 6 septembre 2016 (lire en ligne, consulté le 22 novembre 2024).

### Vidéographie
- [vidéo] « Fred Castadot est auteur sous influences pour Bela », sur YouTube, 5 mai 2017